# Cristina Rossello
Cristina Rossello (Finale Ligure, 24 dicembre 1961) è un'avvocata e politica italiana.

## Biografia
Nata il 24 dicembre 1961 a Finale Ligure, in provincia di Savona, si è laureata in giurisprudenza con 110 magna cum laude all'Università degli Studi di Genova (tesi con dignità di pubblicazione e menzione di merito negli annali della Facoltà), svolge la professione di avvocato civilista e patrimonialista, anche cassazionista con propri studi a Milano, Roma, Bruxelles, Londra e Parigi. Consulente di imprese familiari, imprenditoriali e quotate, di Gruppi internazionali e Family Office. Amministratore giudiziario di Aziende e Beni confiscati (AFAG Università Cattolica Sacro Cuore di Milano). Docente Master di Diritto Sportivo all'Università degli Studi di Milano.
Ideatrice Fondatrice (2007) e Presidente Progetto Donne e Futuro.
È una dei 4 vicepresidenti della Fondazione Italia USA.
È nota per essere stata anche avvocata di Silvio Berlusconi nella causa di divorzio dalla seconda moglie Veronica Lario.

## Attività politica
Alle elezioni politiche del 2018 viene candidata da Forza Italia alla Camera dei deputati nel collegio plurinominale Lombardia 1 ed è eletta. Nella XVIII legislatura della Repubblica è membro e capogruppo di Forza Italia nella 14ª Commissione Politiche dell'Unione Europea e nella Commissione parlamentare d'inchiesta sulla morte di David Rossi.
Nel maggio 2019 Silvio Berlusconi le assegna l'incarico di commissario cittadino di Milano.
Alle elezioni politiche anticipate del 2022 viene ricandidata alla Camera nel collegio uninominale Lombardia 1 - 08 (Milano - Bande Nere), sostenuta dalla coalizione di centro-destra in quota forzista, e viene rieletta deputata. Nel corso della XIX legislatura ricopre ancora l'incarico di capogruppo di Forza Italia nella 14ª Commissione Politiche dell'Unione Europea e nella Commissione parlamentare d'inchiesta sulla morte di David Rossi. 
All'interno di Forza Italia ha ricoperto il ruolo di Responsabile del Dipartimento delle Politiche Europee ed ora del Dipartimento per la Solidarietà.
Nel Congresso Forza Italia Milano del gennaio 2024 è stata acclamata all'unanimità Coordinatrice Cittadina di Milano Grande Città. Candidata da Antonio Tajani come sua capolista alla segreteria nazionale di Forza Italia, viene eletta all'unanimità e per acclamazione nel Congresso Nazionale di Forza Italia del febbraio 2024.
E’ consulente del Ministro per l’Università e la Ricerca Anna Maria Bernini con delega per le Politiche di Genere e Stem.
Dal 23 febbraio 2024 è Presidente Intergruppo per il Patrimonio Italiano.

## Opere

### Libri
- A. Maitland e A. Wittenberg, Rivoluzione Womenomics - Perché le donne sono il motore dell’economia, a cura di Cristina Rossello, Il Sole 24 ORE, 2010.
- Cristina Rossello (a cura di), Mentoring e Tutoring nella crescita professionale delle donne. Quando è una donna il modello per le altre, Il Sole 24 ORE, 2011.
- A. Wittenberg, Womenomics in Azienda. Come valorizzare i talenti femminili e trarre profitto da un buon equilibrio di genere, a cura di Cristina Rossello, Il Sole 24 ORE, 2011.
- Federico Guglia, Quote rosa, bianche e verdi. Storie di donne che hanno vinto la battaglia della parità e raccontano il futuro, a cura di Cristina Rossello, Gruppo 24 ORE, 2012.
- (EN) Cristina Rossello, Imprese per il mare. Un portafoglio storico di titoli di credito navale, Scalpendi, ISBN 979-1259550927.
- (IT) Cristina Rossello, Imprese per strade ferrate, Scalpendi, 2022, ISBN 9791259550811.